# دوري هونغ كونغ لكرة القدم 1970–71
دوري هونغ كونغ لكرة القدم 1970–71 هو الموسم 26 من دوري هونغ كونغ لكرة القدم ‏. كان عدد الأندية المشاركة فيه 14، وفاز فيه هونغ كونغ رينجرز الذي تاسس سنة 1958.

## نتائج الموسم
فاز فريق هونغ كونغ رينجرز في المبارات النهائية وكان هذا أول لقب له في دوري الدرجة الأولى.